# Isdigerdes III
Isdigerdes III (624 — 651; também pronunciado Yazdiger ou Yazdigerd. em persa: ساسانیان; romaniz.: Yazdegerd; "feito por Deus"; em grego: Ιζδεγερδές) foi o trigésimo oitavo e último rei do Império Sassânida do Irã. Seu pai era Xariar e seu avô era Cosroes II (590-628). Isdigerdes III ascendeu ao trono em 16 de Junho de 632, quando ele tinha 8 anos de idade, após uma série de conflitos internos.

## Vida e reino
Isdigerdes III era filho de Xariar que era filho de Cosroes II. O nome de sua mãe é desconhecido, mas ela era de Baduraia. No ano de 635, os persas perceberam que pereceria em Rustã. O único menino a sair da linha do Zoroastro foi Isdigerdes ibne Xariar ibne Cosroes. Ele estava escondido em Estacar durante a guerra civil na Pérsia, em 16 de Junho 632 ele foi coroado como xá em Estacar quando tinha apenas 8 anos de idade. A conquista muçulmana da Pérsia começou em seu primeiro ano de reinado, e terminou com a batalha do rio Amu Dária. Isdigerdes III procurou uma aliança com o imperador Heráclio, que era um antigo rival do Império Sassânida.